# Ján Babjak
Ján Babjak (Kisgézsény, 1953. október 28. –) szlovák görögkatolikus pap, jezsuita szerzetes, eperjesi érsek-metropolita.

## Pályafutása
1978. június 11-én szentelték pappá.

### Püspöki pályafutása
2002. december 11-én eperjesi megyéspüspökké nevezték ki. 2003. január 6-án szentelte püspökké II. János Pál pápa, Leonardo Sandri és Antonio Maria Vegliò érsekek segédletével. Beiktatására január 18-án került sor. 2008-ban XVI. Benedek pápa az egyházmegyét főegyházmegyei rangra emelte, és január 30-án Ján Babjakot érsekké nevezte ki. Hivatalába február 17-én iktatták be. 2022. április 25-én nyugállományba vonult.